# Gajsinghpur
Gajsinghpur (o Gajesinghpura) è una suddivisione dell'India, classificata come municipality, di 9.507 abitanti, situata nel distretto di Ganganagar, nello stato federato del Rajasthan. In base al numero di abitanti la città rientra nella classe V (da 5.000 a 9.999 persone).

## Geografia fisica
La città è situata a 26° 52' 37 N e 75° 43' 42 E e ha un'altitudine di 398 m s.l.m..

## Società

### Evoluzione demografica
Al censimento del 2001 la popolazione di Gajsinghpur assommava a 9.507 persone, delle quali 5.089 maschi e 4.418 femmine. I bambini di età inferiore o uguale ai sei anni assommavano a 1.330, dei quali 738 maschi e 592 femmine. Infine, coloro che erano in grado di saper almeno leggere e scrivere erano 6.095, dei quali 3.526 maschi e 2.569 femmine.